# Louredo (Paredes)
Louredo es una freguesia portuguesa del concelho de Paredes, con 2,88 km² de superficie y 1.364 habitantes (2001). Su densidad de población es de 473,6 hab/km².